# ボン・ヴォヤージュ (ディズニーショップ)

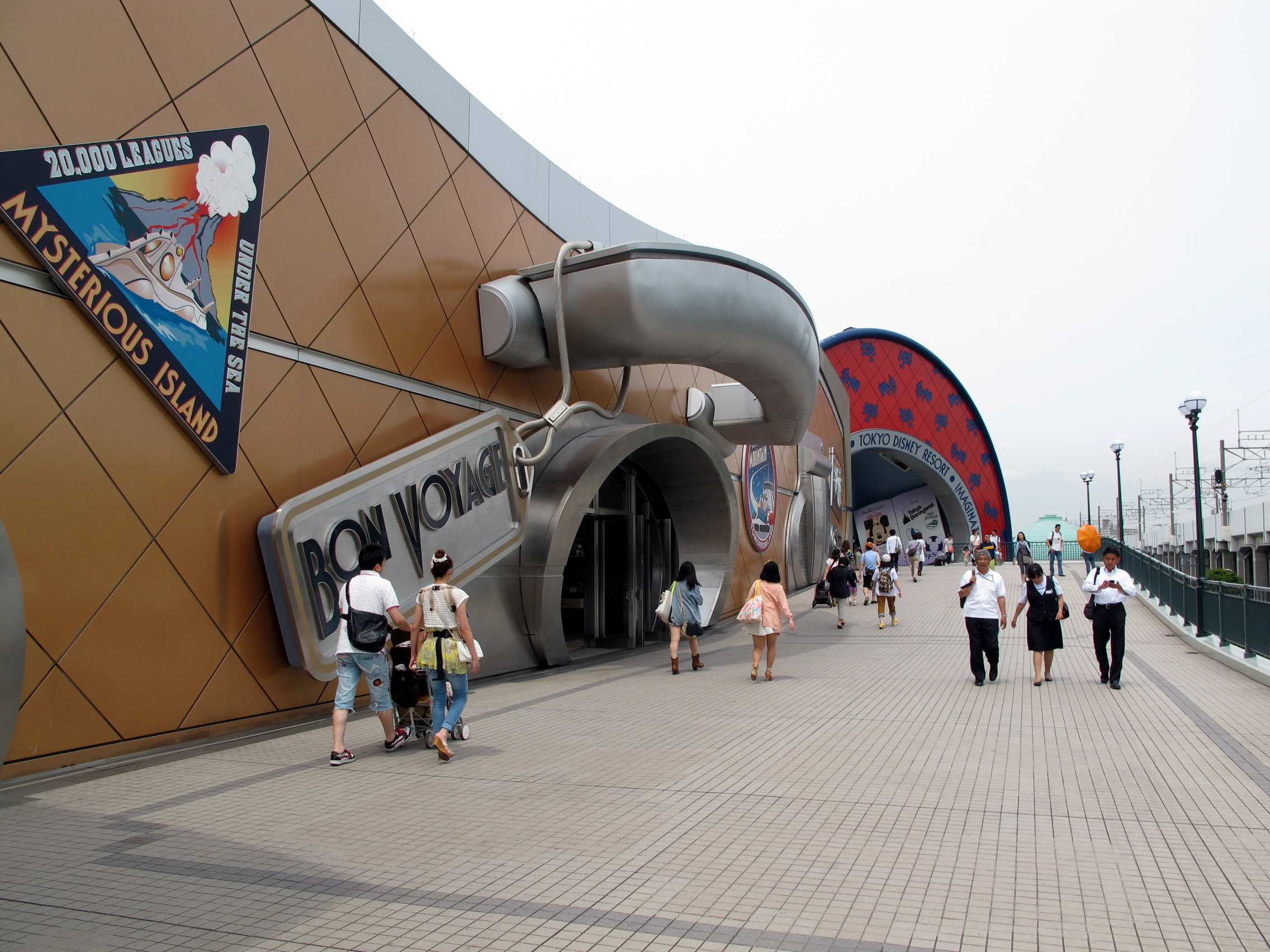
ボン・ヴォヤージュ

ボン・ヴォヤージュ（Bon Voyage）は、2001年3月1日に千葉県浦安市舞浜の東京ディズニーリゾート (TDR) 内にオープンした、日本最大級のディズニーショップ、TDRおよびボン・ヴォヤージュオリジナルの商品を販売する施設である。売場面積は995m2。

## 開業までの道のり
この施設が建つ約4,600m2の三角形の土地は、当初使用目的が明確化されておらず、また、TDRを経営・運営するオリエンタルランド (OLC) 、ディズニー双方ともこの土地に対して注目はしていなかった。
OLCとディズニーによる周辺地域開発協議が暗礁に乗り上げようとしていたとき、当時の取締役田丸泰が同じく当時の代表取締役社長加賀見俊夫（現・代表取締役会長兼CEO）に、この土地にTDRの商品販売施設の建設を提案、東京ディズニーランド (TDL) ・東京ディズニーシー (TDS) 両パークからも近く、イクスピアリ、そして、JR舞浜駅からも徒歩圏内という好立地に加賀見は驚いた。このアイデアにより、OLCはディズニーから譲歩を引き出すことに成功し、この「ボン・ヴォヤージュ」がオープンしたのである。

## 「ディズニーストア」との違い
一般にはあまり意識されていないが、この施設はディズニーストアではない。OLCによるTDR限定グッズの販売店といったところである。従って一般のディズニー商品やディズニーストアの商品は置かれていない。ディズニーストアが「ウォルト・ディズニー・ジャパン株式会社（WDJ）」による直営の頃は、ボン・ヴォヤージュ近隣の「ディズニーストア 東京ディズニーリゾート店」とキャンペーン時期を合わせるなど、互いに意識しあった関係が続いていた。その後、日本のディズニーストアはOLCグループのリテイルネットワークスが長期ライセンス契約のもとに経営・運営などを担当していたため、このような関係は一切無くなった。なお、2010年4月に、リテイルネットワークスは再びWDJ傘下になっている。

## 立地と施設概要
場所は、JR舞浜駅とTDLのメイン・エントランス（入退場口）とを結ぶペデストリアンデッキ『東京ディズニーランド・ゲートウェイ』のほぼ中間地点に位置する。
建物の外観は、1930年頃の旅行ブームのアメリカで、旅行者たちが使っていたスーツケースと帽子箱という、ユニークな形となっている。高い天井とゆったりとした奥行きをもつ店内は、装飾や什器などに、スーツケースの内側をモチーフにしたポケットや小物入れのデザインが施されているほか、TDLやTDSのアトラクションが描かれた大きなポストカードや、ミッキーとドナルド、グーフィーがカメラの上で遊んでいるプロップスも飾られるなど、旅の気分を盛り上げる。
TDLやTDSを始めとするTDRのグッズ全般、約4,000種類を取り扱う。なかでも、オープン当初に販売していたTDR内の交通機関である、ディズニーリゾートラインのミッキーフェイスのつり革は有名。
また、当店は両パークの開園1時間前から閉園1時間後まで営業しているので、幼児を連れた家族や、混雑しているパーク内のショップで買い物ができない、パークを出てから買い忘れに気がついた、ゆっくりと買い物をしたいといったゲストなどの需要も取り込んでいる。
ほとんどの利用客はデッキ経由だが、近年1階からも出入りができるよう改装された。1階には店舗はなくトイレ、階段、エレベータ、そして購入商品を自宅への配送などを承るホームデリバリーサービスのカウンターがあるのみである。ホームデリバリーサービスのカウンターでは、東京ディズニーリゾート・パートナーホテルへの荷物配送サービス「バゲッジデリバリーサービス」の受付も行っている。

## 臨時休業
- 2011年3月11日（平成23年）に発生した東北地方太平洋沖地震の影響により、営業を停止していたが、同年4月5日より営業時間を短縮して営業を再開した。現在は通常通りの営業時間に戻っている。
- 2019年10月12日（平成31年、令和元年）に令和元年東日本台風（台風19号）発生にてパークを含む全ての営業を停止した。翌日の10月13日には通常通り営業[1]している。約8年半振りの休業となった。
- 2020年2月29日より、新型コロナウイルス感染症の影響でパークを含めて臨時休業となった。同年6月25日に事前予約制で運営再開[2]。2022年4月現在、運営会社が定めた特定日のみ事前予約制となっている[3]。